# Légion Tricolore
Légion Tricolore – projektowana francuska formacja zbrojna, mająca działać na froncie wschodnim jako siła sojusznicza wobec wojsk niemieckich podczas II wojny światowej.

Wiosną 1942 r. francuskie środowiska kolaboracyjne wystąpiły do rządu Vichy z ideą powołania do walki z Sowietami formacji zbrojnej, która byłaby niezależna od Niemców. Miała ona być umundurowana w mundury francuskie, pod francuskim dowództwem i sztandarami. Głównym pomysłodawcą był Jacques Benoist-Méchin, sekretarz stanu w rządzie Vichy. Marszałek Philippe Pétain i premier Pierre Laval oraz wyższy dowódca SS i Policji w okupowanej części Francji gen. Karl Albrecht Oberg zaakceptowali w lipcu projekt utworzenia tej formacji pod nazwą Legion Tricolore (od trzech barw na fladze Francji). W jego skład miał także wejść Legion Ochotników Francuskich przeciw Bolszewizmowi (Légion des volontaires francais contre le bolchévisme, LVF), walczący już od końca 1941 r. na froncie wschodnim. Po oficjalnym powołaniu Legionu Tricolore płk Mayer, przedstawiciel Oberkommando der Wehrmacht (OKW) we Francji, wyraził zgodę na rozpoczęciu werbunku, natomiast pozostałe problemy odłożył na później. Ostatecznie władze niemieckie porzuciły jednak pomysł walki z Sowietami oddzielnej francuskiej formacji (płk Mayer został zdegradowany i wysłany na front wschodni, gdzie zginął). Akcja rekrutacyjna została zakończona w październiku 1942 r., a dotychczasowi ochotnicy otrzymali propozycje wstąpienia do LVF lub powrotu do domów.